# Jill Kassidy
Jill Kassidy (Dallas, Texas; 18 de febrero de 1997) es una actriz pornográfica y modelo erótica estadounidense.

## Biografía
Nació en Dallas, en el estado de Texas. Después de graduarse en el instituto, donde fue cheerleader, se trasladó a la ciudad de San Antonio para iniciar sus estudios universitarios. Tras un breve trabajo como camarera, fue descubierta por un agente, quien le consiguió un contrato en exclusiva con la agencia de modelos LA Direct Models.
Kassidy abandonó su Texas natal para trasladarse hasta Los Ángeles, donde entró en la industria pornográfica en verano de 2016, a los 20 años de edad. Su primera película fue Amateurs Wanted 7, para el estudio Net Video Girls.
Como actriz, ha trabajado para productoras como Deeper, Vixen, Brazzers, Reality Kings, Zero Tolerance, Digital Playground, 21Sextury, Evil Angel, New Sensations, Elegant Angel, Pure Taboo, Naughty America, Wicked o Girlfriends Films.
En 2018 ganó el Premio AVN a la Mejor actriz revelación. Ese mismo año ganó relevancia por su trabajo en la película Half His - Age A Teenage Tragedy, por la que recibió diversas nominaciones en los AVN, como las de Mejor actriz y Mejor escena de sexo chico/chica, o la de Mejor actriz protagonista en los Premios XBIZ.
Ha rodado más de 660 películas como actriz.
Alguno de sus trabajos destacados son Dirty Family, Faces Covered 3, Fill Me Up! 2, It's the Girl Next Door 2, My Lesbian Mentor, Natural Beauties 4, Sex On Trains, Super Tight Pussy, Terrible Teens o Wet Hot Summer.

## Premios y nominaciones
| Año  | Ceremonia    | Resultado | Premio                                        | Trabajo                                         |
| ---- | ------------ | --------- | --------------------------------------------- | ----------------------------------------------- |
| 2018 | Premios AVN  | Ganadora  | Mejor actriz revelación                       | —                                               |
| 2018 | Premios AVN  | Nominada  | Mejor actriz                                  | Half His Age: a Teenage Tragedy                 |
| 2018 | Premios AVN  | Nominada  | Mejor escena de sexo chico/chica              | Half His Age: a Teenage Tragedy                 |
| 2018 | Premios AVN  | Nominada  | Mejor escena de sexo oral                     | I Just Wanna Suck You Dry                       |
| 2018 | Premios AVN  | Nominada  | Mejor escena de trío M-H-M                    | Half His Age: a Teenage Tragedy                 |
| 2018 | Premios AVN  | Nominada  | Premio fan: Debutante más caliente            | —                                               |
| 2018 | Premios XRCO | Nominada  | Mejor actriz revelación                       | —                                               |
| 2018 | Premios XRCO | Ganadora  | Mejor actriz                                  | Half His Age: a Teenage Tragedy                 |
| 2018 | Premios XBIZ | Nominada  | Mejor actriz revelación                       | —                                               |
| 2018 | Premios XBIZ | Nominada  | Mejor actriz protagonista                     | Half His Age: a Teenage Tragedy                 |
| 2018 | Premios XBIZ | Nominada  | Mejor escena de sexo en película protagonista | Half His Age: a Teenage Tragedy                 |
| 2018 | Premios XBIZ | Nominada  | Mejor escena de sexo en película de todo sexo | Covergirls Blonde Seduction                     |
| 2019 | Premios AVN  | Nominada  | Artista femenina del año                      | —                                               |
| 2019 | Premios AVN  | Nominada  | Mejor escena de sexo chico/chica              | Future Darkly                                   |
| 2019 | Premios AVN  | Nominada  | Mejor escena de sexo en grupo                 | New Year's Kiss                                 |
| 2019 | Premios AVN  | Nominada  | Mejor escena de sexo lésbico                  | Ariana Marie: A Little Bit Harder               |
| 2019 | Premios AVN  | Nominada  | Mejor escena de sexo lésbico en grupo         | Unleashed                                       |
| 2019 | Premios AVN  | Nominada  | Mejor escena de sexo oral                     | Swallowed 11                                    |
| 2019 | Premios AVN  | Nominada  | Mejor escena de trío M-H-M                    | Ultimate Fuck Toy: Jill Kassidy                 |
| 2019 | Premios AVN  | Nominada  | Mejor escena de sexo en realidad virtual      | Do You Wanna Play Truth or Dare?                |
| 2019 | Premios AVN  | Nominada  | Premio fan: Artista femenina favorita         | —                                               |
| 2019 | Premios XBIZ | Nominada  | Mejor actriz en película tabú                 | Future Darkly: Artifamily                       |
| 2019 | Premios XBIZ | Nominada  | Mejor escena de sexo en película lésbica      | The Governess                                   |
| 2019 | Premios XBIZ | Nominada  | Mejor escena de sexo en película tabú         | Keeping Mom Happy                               |
| 2019 | Premios XBIZ | Nominada  | Mejor escena de sexo en película tabú         | It's A Daddy Thing 8                            |
| 2019 | Premios XBIZ | Nominada  | Mejor escena de sexo en película tabú         | Future Darkly: Artifamily                       |
| 2019 | Premios XBIZ | Nominada  | Mejor escena de sexo en realidad virtual      | Do You Want to Play Truth or Dare?              |
| 2020 | Premios AVN  | Nominada  | Mejor escena de sexo lésbico en grupo         | Naughty in Bed                                  |
| 2020 | Premios AVN  | Nominada  | Mejor escena de trío M-H-M                    | Pretty and Raw: Carnal Threesomes               |
| 2021 | Premios AVN  | Nominada  | Mejor escena de trío M-H-M                    | Between Besties                                 |
| 2022 | Premios AVN  | Nominada  | Mejor escena de blowbang                      | Jill Kassidy Sucks Three Cocks at the Same Time |
| 2022 | Premios XBIZ | Nominada  | Mejor escena de sexo en película vignette     | Up to and Including Her Limits                  |
| 2023 | Premios AVN  | Nominada  | Artista lésbica del año                       | —                                               |
| 2023 | Premios AVN  | Nominada  | Mejor escena de sexo lésbico en grupo         | Close Up                                        |
| 2024 | Premios AVN  | Nominada  | Mejor escena de sexo lésbico en grupo         | My Girlfriend’s Yoga Roommate                   |
| 2024 | Premios XBIZ | Nominada  | Artista lésbica del año                       | —                                               |
| 2025 | Premios AVN  | Nominada  | Mejor escena de sexo lésbico                  | Natural Beauty                                  |